# ОШ „Вук Караџић” Стојник
ОШ „Вук Караџић” Стојник, насељеном месту на територији општине Аранђеловац, основана је 1934. године.
Школа носи име по Вуку Караџићу, реформатору српског језика, сакупљачу народних умотворина и писцу првог речника српског језика. Од школске 1958/59. године ради као осмогодишња. Поред образовно-васпитног рада, школа је и културно-образовни центар ове средине.